# Бояний Врх
Бояний Врх (словен. Bojanji Vrh) — поселення в общині Іванчна Гориця, Осреднєсловенський регіон, Словенія. Висота над рівнем моря: 350,2 м.